# Chademo
Chademo, stiliserat som CHAdeMO, är en standard för snabbladdning för elbilar. Chademo använder en separat kontakt för endast likströmsladdning, DC-laddning. Standarden används på många svenska snabbladdare tillsammans med CCS-standarden. Det är främst asiatiska bilar som kommit med denna standard.